# 大阪市交通局80系电力动车组
大阪市交通局80系电力动车组（日语：／）是用于日本大阪市营地下铁（2018年4月转型为民营化的大阪市高速電氣軌道）今里筋线和长堀鹤见绿地线的通勤型地铁列车，也是大阪市第二款采用直线电机驱动的地铁列车。

## 概要
该款列车于2006年12月24日随今里筋线的开通而同步投入使用。其试作车（第01编成）由近畿车辆生产，于2004年12月制造完毕，并在长堀鹤见绿地线上完成调试；量产车则由近畿车辆与川崎重工业联合生产，最后一列量产车于2006年10月制造完毕。

## 列车编组及构造

### 编组
该款列车目前为4节全动车编组（M2c-M1e-M1e-M2c），根据设备配置分为8100型（81××）、8200型（82××）、8400型（84××）和8500型（85××）四种车厢，其中8100型和8500型（M2c）配有ATC（仅8100型）、TASC、驾驶台、辅助电源装置、空气压缩机、集电装置等，8200型和8400型（M1e）配有蓄电池、牵引逆变器等。此外，考虑到远期扩编的可能性，预留了8300型（83××）的编号。

### 外观
该款列车的车体由大型铝合金制空心型材构成，车头形状与长堀鹤见绿地线的70系列车相似；车身以淡奶油色为主色调，侧面中央和上部绘有代表今里筋线的橙色线条；列车首尾车厢左下方的8字形图案取法今里筋线的正式名称“大阪市高速电气轨道第8号线”，侧面则标有代表直线电机驱动的“LIM”字样。
中间车厢的侧面原绘有大阪市营地下铁的标志，2018年4月起，该标志伴随着大阪市营地下铁的民营化而陆续被替换为新的Osaka Metro标志。

### 内装
客室内部以白色为主色调，普通座位的座毯为绿色，优先座位则为蓝色；每节车厢都设有轮椅空间，其旁侧安装了对讲机，方便残障人士进行求助。

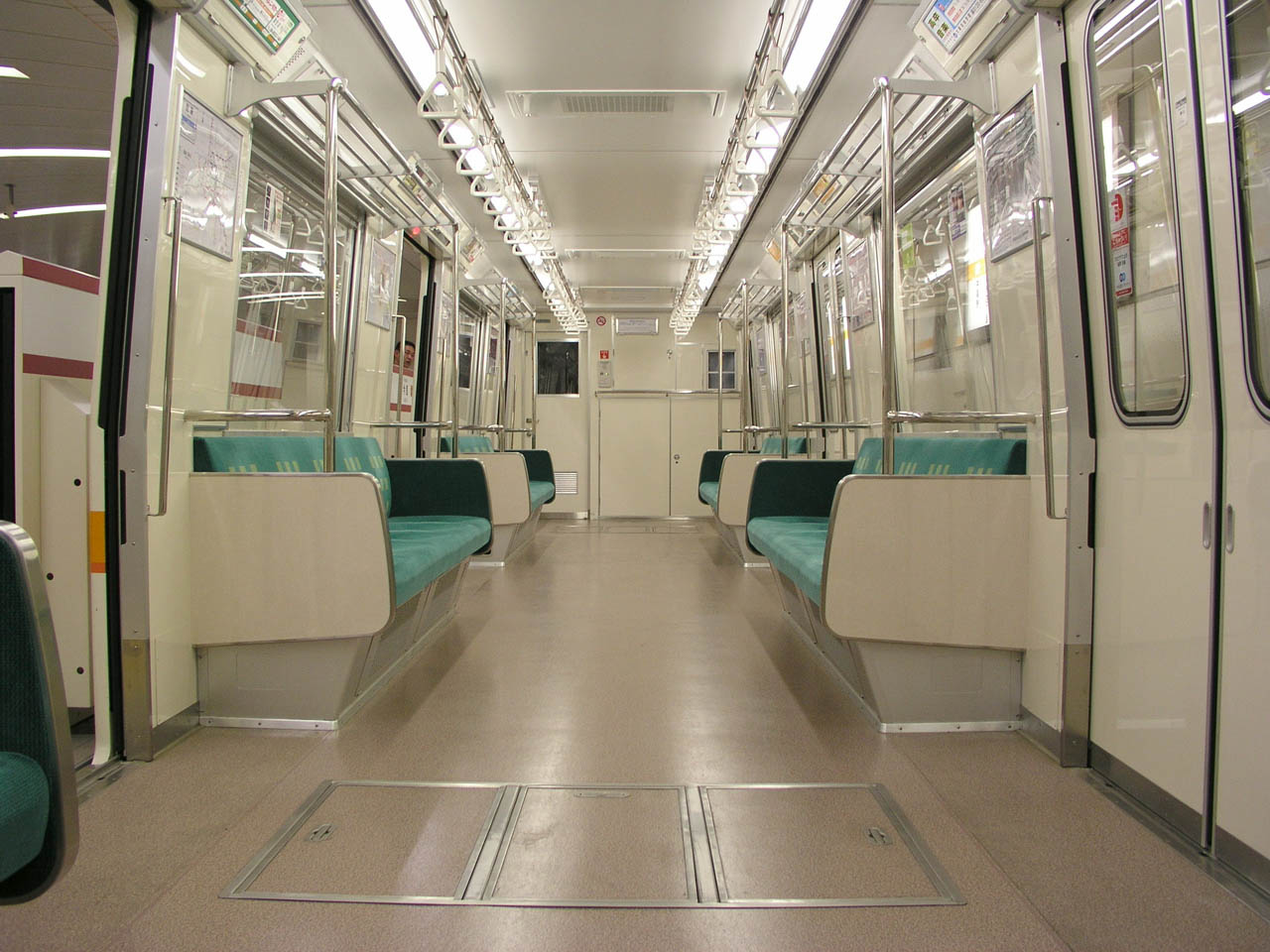
首尾车的普通座位
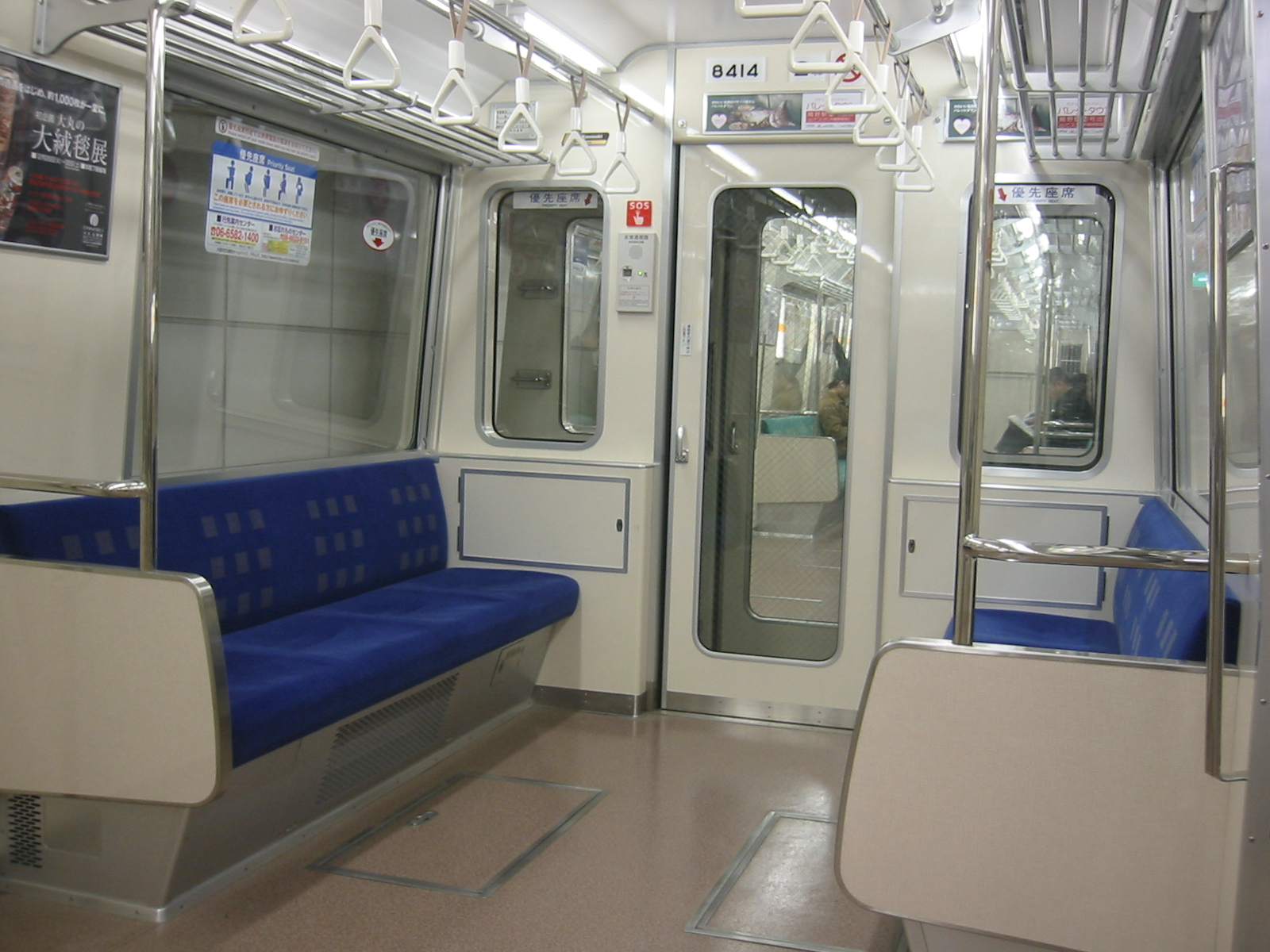
车厢连接处与优先座位

部分车门上方设有LED走字屏，可显示车门开闭方向、站内电梯位置等信息，并与其下方的“本侧开门”、“对侧开门”和“门关闭”指示灯联动工作。

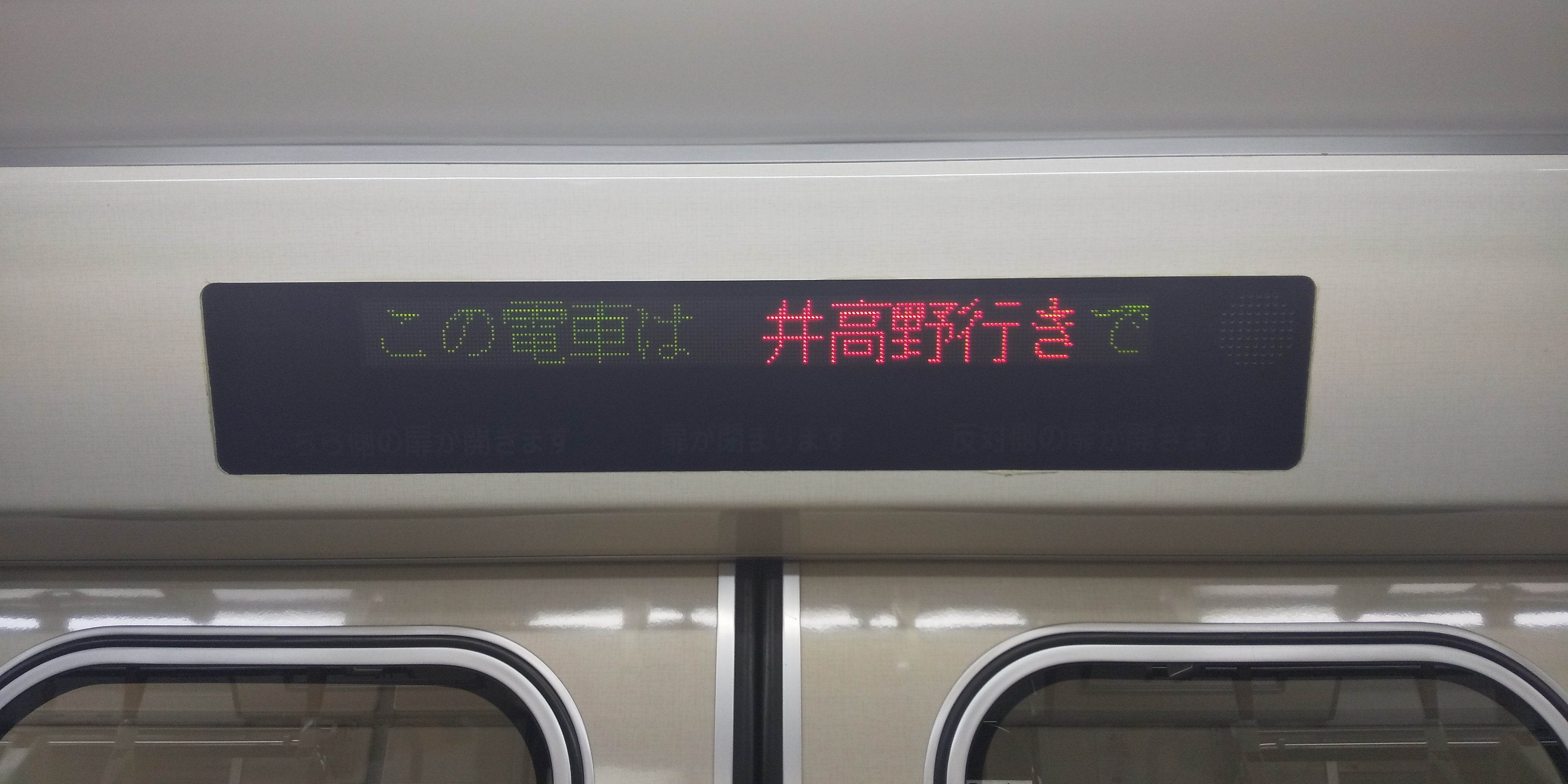
试作车（第01编成）车门上方的LED走字屏及车门开关指示灯，其开关门铃的扬声器位于信息显示区内
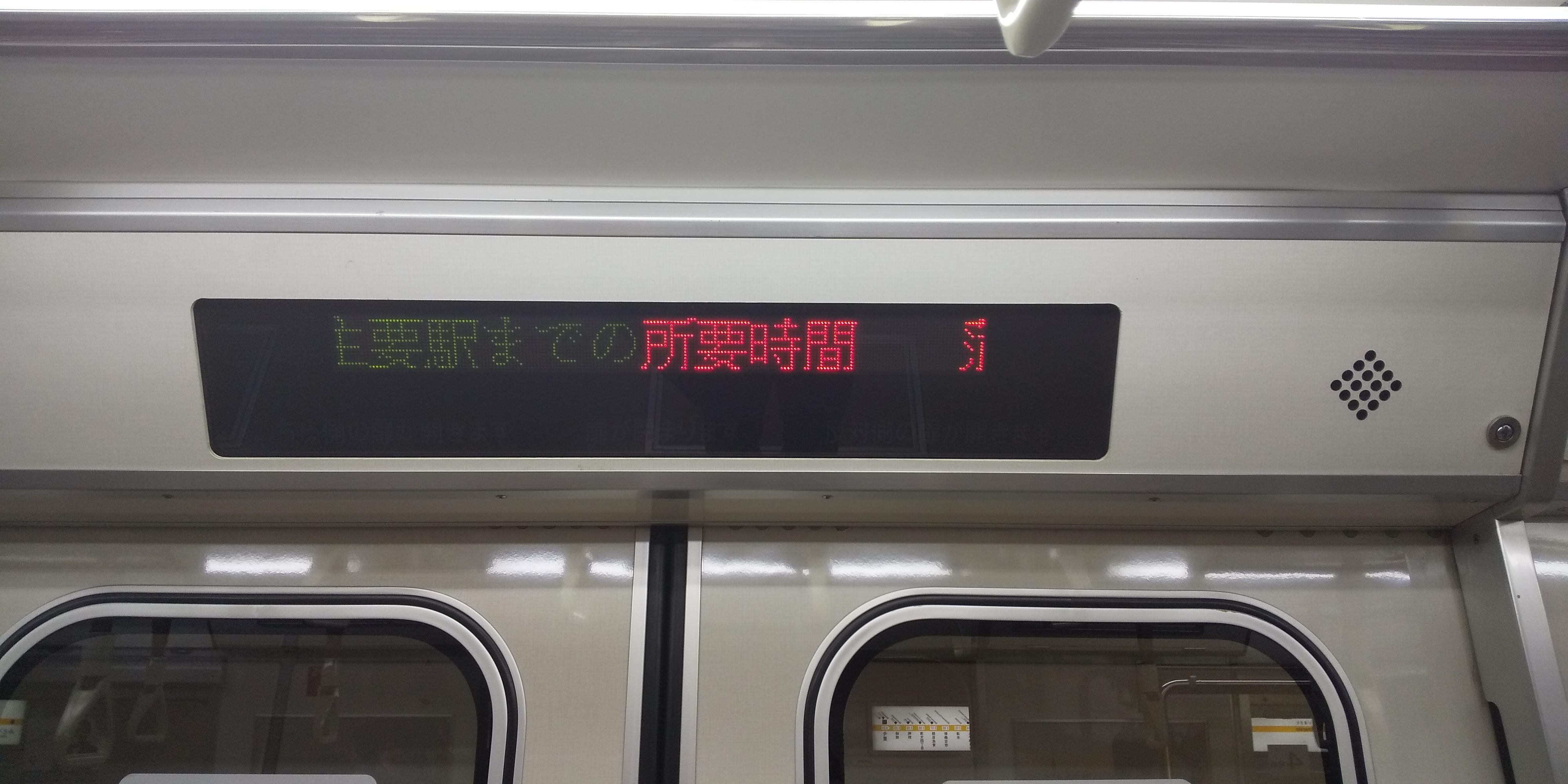
量产车车门上方的LED走字屏及车门开关指示灯，其开关门铃的扬声器位于信息显示区外

### 车下设备
- 牵引电机为三菱电机制，三相直线电机 MB-7005-B（额定功率100 kW），每节车厢下方各安装两台[2]。
- 牵引逆变器为日立制作所制，使用IGBT模块的PWM牵引逆变器 VFI-HL1410A（1C4M1群方式的跨车厢控制），每节中间车下方各安装一台[2]。
- 辅助电源装置为东洋电机制造制，额定容量100 kVA的静止逆变器 SVH100-4042A（RG4042-A-M），每节首尾车下方各安装一台[5]。

### 与70系列车的差异
- 70系列车的车身侧面使用LED显示屏来显示列车前进方向，而80系列车不论在正面还是侧面，均使用方向幕进行显示[2]；
- 70系列车的驾驶台设有ATO自动运行按钮，而80系列车除转配列车（下述）以外未采用ATO模式，因此未设置此按钮[3]；
- 70系列车的车门玻璃为曲面玻璃（因为车门的上半部分稍向车内侧倾斜），而80系列车的则为平面玻璃[3]；
- 70系列车的车内单个座位宽度为433 mm，而80系列车的则扩大至470 mm[4]；
- 70系列车在车厢连接处设有LED显示屏，而80系列车无此设计[2]；
- 70系列车的空调装置位于车厢两端，而80系列车的则移到车厢中部，以改善客室的舒适度[4]；
- 70系列车仅在座位前方设置扶手吊环，而80系列车则在每扇车门附近都增设了四个扶手吊环[3]。

## 转配至长堀鹤见绿地线
2013年，今里筋线修改了运行时刻表，其上线列车减少1列，因此该款列车的第17编成经过改造后，更改编号为第31编成，于2019年3月正式转配至长堀鹤见绿地线运营，用作该线路的增备列车，并安装了适配该线路的ATO装置。改造后的第17编成在涂装上与70系列车相似，较多采用了长堀鹤见绿地线的浅绿色，侧面饰带为黄橙相间，车头左下方的8字形图案被更换为大阪市高速電氣軌道的标志与英文“Osaka Metro”的组合。